# Umm Adż
Umm Adż (arab. أم عج) – wieś w Syrii, w muhafazie Aleppo, w dystrykcie Dżabal Siman. W 2004 roku liczyła 378 mieszkańców.